# Весна Петкович
Весна Петкович е сръбска певица.

## Биография
Родена е през 1974 г. в Град Ниш. Учи в родния си град, и по-късно в университета за модерни изкуства в Грац, Австрия джаз-пеене. Полулярна става с участието си като вокалистка в състава на Санди Лопичич Оркестър. По-късно участва в Буковина Клуб Оркестър на австрийския продуцент и диджей Щтефан Хантел. През 2007 г. издава първия си соло албум с името „The New One“, в което тя изпълянва типични балкански народни песни в модерно джаз звучене.

## Дискография на певицата
- Sandy Lopicic Orkestar – Border Confusion (2001)
- Sandy Lopicic Orkestar – Balkea (2004)
- Vesna Petkovic – A New One (2007)